# Serge Bourguignon
Serge Bourguignon (Maignelay, 3 september 1928) is een Frans filmregisseur en scenarioschrijver.
Serge Bourguignon wilde eerst kunstschilder en beeldhouwer worden en bezocht daarom de École des Beaux-Arts. Via de schilderkunst kwam hij bij de film terecht en van 1948-50 bezocht hij de gerenommeerde filmhogeschool Institut des hautes études cinématographiques in Parijs. Vanaf 1951 begeleidde hij André Zwoboda bij zijn filmopnames in Marokko en daar draaide hij in 1952 ook zijn eerste korte films, waaronder Le Rhin Fleuve International samen met Zwoboda. Na Marokko trok hij voor oceanografische onderzoeksreizen naar Groenland
Hierna vertrok hij voor opnames naar het Verre Oosten. Hij nam deel aan een expeditie naar Bali en Borneo en bezocht daarna de regio Tibet, waarbij hij in 1955 als Chef de la Mission Cinémathèque in India werkte. Hier maakte hij het platenboek Le Langage du Sourire en de korte film Sikkim, terre secrète (1956). Een jaar later draaide hij in China de korte film Jeune Patriarche, een soort gedicht van beelden die hem de eerste prijs opleverde op het Filmfestival van Florence.
Eind jaren 50 bevond Bourguignon zich opnieuw gedurende enkele jaren in Tibet. In 1960 werd hij bekend bij het grote publiek toen hij voor de korte film van 21 minuten Le sourire de Gouden Palm op het Filmfestival van Cannes won in de categorieën  Beste korte film en de Prix de la Jeunesse.

## Filmografie
Regie en draaiboek (selectie)
- 1952: Le Rhin Fleuve International (korte film)
- 1953: Médecin des Sols (korte film)
- 1954: Démons et Merveilles (korte film)
- 1956: Sikkim, terre secrète (documentaire)
- 1957: Jeune Patriarche (korte film)
- 1958: Marie Lumière (korte film)
- 1960: Le Montreur d'Ombres (korte film)
- 1960: Étoile de Mer (korte film)
- 1960: Escale (korte film)
- 1960: Le sourire (korte film)
- 1961: Le Rançon (korte film)
- 1962: Les Dimanches de Ville-d'Avray
- 1965: The Reward
- 1967: À cœur joie
- 1978: Mon Royaume pour un Cheval (documentaire)

- Biblioteca Nacional de España: XX4894796
- Bibliothèque nationale de France: cb146533846 (data)
- Gemeinsame Normdatei: 139148981
- International Standard Name Identifier: 0000 0000 7826 2001
- Library of Congress Control Number: nr91003826
- Nationale Bibliotheek van Tsjechië: xx0160657
- Nationale Bibliotheek van Israël: 987012527977105171
- Nederlandse Thesaurus van Auteursnamen: 331663511
- SNAC: w6bh657k
- Système universitaire de documentation: 130371491
- Virtual International Authority File: 39637350
- WorldCat: E39PBJpdV7DCkkGMQGp6r3PYT3